# Rudolf I de Cock

Wapen Rudolf I de Cock
heer van Weerdenburg

Rudolph I de Cock heer van Weerdenburg 1215-1283 en heer van Hiern, Neerijnen, Oppijnen en Meteren is de stamvader van het geslacht de Cock. 
In het gebied tussen de Lek en de Linge en tussen Beesd en Leerdam, gelegen in de Tielerwaard, bezat hij veel goederen waaronder een burcht te Rhenoy. Deze bezittingen had hij geërfd van zijn bet-overgrootmoeder Jolanda van Gelre gravin van Henegouwen. Met graaf Otto II van Gelre komt hij overeen goederen te ruilen. Otto II had wel belangstelling voor het kasteel van Rudolf. Otto's gebied kon dan nog beter worden verdedigd. 
Na overleg met zijn zonen, Rudolf, Hendrik, Gijselbert en Willem, draagt hij 5 augustus 1265 zijn burcht te Rhenoy, alsmede al zijn goederen gelegen tussen de rivieren de Lek en de Linge op in ruil voor de heerlijkheden Hiern, Neerijnen en Opijnen. Hij krijgt daarbij toestemming om een kasteel te bouwen. Dit wordt het Kasteel Waardenburg. De naam van het kasteel gaat later over in het dorp. 

## Huwelijk en kinderen
Rudolf de Cock trouwde ca. 1240 met Agnes van Cuyk (ca. 1220-). Zij was de dochter van Hendrik III van Cuijk en een niet bij naam genoemde vrouw.
- Rudolf II de Cock van Weerdenburg (1242-1316)
- Hendrik de Cock (ca. 1244-1312)
- Gijselbert de Cock (ca. 1247-)
- Willem de Cock (ca. 1249-)

Stamwapen van Cuijk